# 위장 결혼

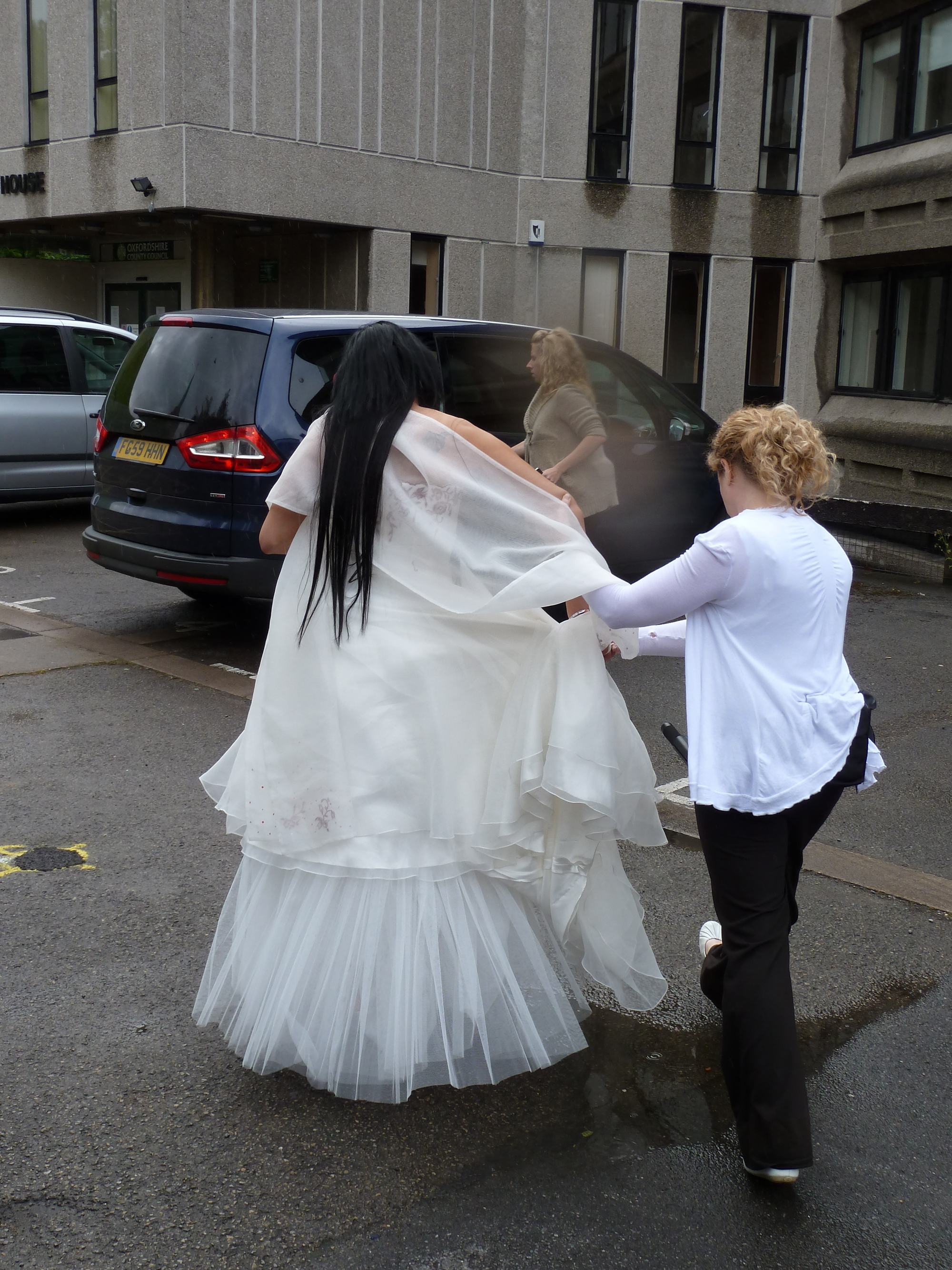
영국 국경청 공무원이 위장 결혼으로 의심되는 예비 신부를 기관으로 연행하는 모습

위장 결혼(僞裝結婚, 영어: sham marriage 또는 fake marriage)은 특정한 목적을 위해 공무 행정이나 공동체를 속이고 거짓으로 하는 결혼을 말한다. 일부 국가에서는 공무 행정 상 허위로 결혼을 하는 경우를 위법으로 규정하고 있다. 주로 결혼이 필요한 법률이나 제도를 이용하고자 하는 동기로 위장 결혼을 하는 경우가 많으며, 일정한 기간이 흐른 후 기혼 상태가 더 이상 필요하지 않으면 이혼을 하는 경우도 흔하다.
위장 결혼을 하는 일반적인 이유로는 배우자 한 명의 이민을 통한 국적 취득이나, 동성애자로 의심 받는 것을 방지하기 위함을 들 수 있다.

## 같이 보기
- 결혼
- 매매혼